# USS Murray (DD-576)
USS Murray (DD-576/DDE-576) là một tàu khu trục lớp Fletcher được Hải quân Hoa Kỳ chế tạo trong Chiến tranh Thế giới thứ hai. Nó là chiếc tàu chiến thứ ba của Hải quân Mỹ được đặt theo cả Thiếu tướng Hải quân Alexander Murray (1755–1821), người tham gia cuộc Chiến tranh Cách mạng Hoa Kỳ, Chiến tranh Quasi với Pháp và Chiến tranh Barbary thứ nhất, lẫn cháu nội ông Chuẩn đô đốc Alexander Murray (1816–1884), người tham gia cuộc Chiến tranh Mexico-Hoa Kỳ và cuộc Nội chiến Hoa Kỳ. Nó hoạt động cho đến hết Thế Chiến II, được cho xuất biên chế năm 1946, rồi nhập biên chế trở lại năm 1951 và tiếp tục phục vụ cho đến năm 1966. Nó được tặng thưởng mười một Ngôi sao Chiến trận do thành tích phục vụ trong Thế Chiến II.

## Thiết kế và chế tạo
Murray được đặt lườn tại xưởng tàu của hãng Consolidated Steel Corporation ở Orange, Texas vào ngày 16 tháng 3 năm 1942. Nó được hạ thủy vào ngày 16 tháng 8 năm 1942; được đỡ đầu bởi bà Frank T. Leighton; và nhập biên chế vào ngày 20 tháng 4 năm 1943 dưới quyền chỉ huy của Hạm trưởng, Trung tá Hải quân Richard F. Stout.

## Lịch sử hoạt động

### 1943
Sau khi chạy thử máy tại khu vực biển Caribe, Murray hoạt động hộ tống vận tải tại Đại Tây Dương, rồi lên đường để gia nhập Hải đội Khu trục 25 tại Trân Châu Cảng vào tháng 9 năm 1943. Lên đường cùng một lực lượng đặc nhiệm tàu sân bay nhanh, nó tham gia cuộc không kích lên đảo Wake vào ngày 5-6 tháng 10, rồi đi đến khu vực Nam Thái Bình Dương hỗ trợ cho cuộc đổ bộ lên đảo Bougainville vào ngày 8-9 tháng 11, bắn rơi ba máy bay đối phương. Hai ngày sau, đang khi bảo vệ cho máy bay của Đệ Tam hạm đội trong cuộc không kích xuống Rabaul, chiếc tàu khu trục đã bắn rơi hai trong số lực lượng khoảng 150 máy bay đối phương tấn công đội hình của nó.
Murray sau đó tuần tra chống tàu ngầm tại khu vực quần đảo Gilbert từ ngày 20 tháng 11 đến ngày 8 tháng 12, trong lúc diễn ra các cuộc đổ bộ nhằm chiếm đóng Tarawa và Abemama. Trong một tháng tiếp theo, nó hộ tống tàu bè đi đến các đảo vừa chiếm được.

### 1944
Vào tháng 1 năm 1944, Murray làm nhiệm vụ bắn pháo hỗ trợ để chiếm đóng Kwajalein, rồi hộ tống các tàu vận chuyển lực lượng tấn công đến Eniwetok. Trong hai tháng tiếp theo, nó làm nhiệm vụ hộ tống vận tải tại các tuyến đường hàng hải phía Tây, cho đến khi nó tham gia lực lượng bắn phá Kavieng, New Irelandvào ngày 20 tháng 3.
Gia nhập Đệ Thất hạm đội, Murray tham gia vào việc đổ bộ lên Aitape, New Guinea từ ngày 23 đến ngày 28 tháng 4, bắn rơi một máy bay đối phương trong một đợt không kích bằng ngư lôi. Gia nhập Đệ Ngũ hạm đội vào tháng 6, nó bảo vệ cho các tàu đổ bộ trong cuộc tấn công lên Saipan, rồi tiếp cận Guam để bắn pháo hỗ trợ và bảo vệ các tàu vận chuyển từ ngày 20 đến ngày 26 tháng 7. Nó tiếp tục tuần tra và hộ tống tại khu vực quần đảo Mariana cho đến cuối tháng 8, khi nó quay trở lại tiếp tục các hoạt động tại khu vực New Guinea. Nó bắn phá Wewak vào ngày 30 tháng 8 để hỗ trợ các hoạt động rải mìn của các tàu chiến Anh, rồi sang tháng 9, đã hỗ trợ cho các cuộc đổ bộ lên Morotai. Quay trở lại Hollandia, nó chuẩn bị cho việc tái chiếm Philippines, lên đường trong thành phần hộ tống cho các tàu vận tải đi đến Leyte. Vào các ngày 20-21 tháng 10, nó tiến hành bắn phá bờ biển, tiếp cận gần bờ hết mức cho phép để nả pháo xuống các công sự và vị trí đối phương, đồng thời đánh trả nhiều đợt không kích.

### 1945
Rời Philippines ngay sau cuộc đổ bộ, Murray được đại tu tại San Francisco, California, rồi sang tháng 1 năm 1945 đã hộ tống một đội thiết giáp hạm đi đến Trân Châu Cảng trên đường gia nhập Lực lượng Đặc nhiệm 58, lực lượng tàu sân bay nhanh trực thuộc Đệ Ngũ hạm đội. Nó hộ tống cho các tàu sân bay, và hoạt động như cột mốc canh phòng trong khi máy bay từ tàu sân bay ném bom xuống Tokyo vào ngày 16 tháng 2, và tấn công Iwo Jima cùng quần đảo Ryūkyū từ ngày 26 tháng 2 đến ngày 1 tháng 3, đánh chìm một tàu canh phòng Nhật Bản ở cách 200 mi (320 km) ngoài khơi bờ biển Nhật Bản vào ngày 26 tháng 2. Sau đó nó chuẩn bị cho chiến dịch tại Okinawa, nơi nó bảo vệ cho các thiết giáp hạm làm nhiệm vụ bắn phá chuẩn bị khỏi các cuộc tấn công của tàu ngầm đối phương. Bị một quả bom ném trúng vào ngày 27 tháng 3, nó phải rút lui về Trân Châu Cảng để sửa chữa.
Trên đường đi ra khu vực chiến sự ngang qua Eniwetok vào ngày 2 tháng 7, Murray được lệnh tìm kiếm, đổ bộ và khám xét chiếc tàu bệnh viện Nhật Bản Takasago Maru đang trên đường đi đến đảo Wake, bị nghi ngờ có chuyên chở vũ khí hay hàng tiếp liệu vốn bị cấm trên một tàu bệnh viện. Nó tìm ra con tàu vào ngày hôm sau, nhưng việc khám xét cho thấy con tàu không vi phạm luật quốc tế, nên chiếc tàu bệnh viện được phép tiếp tục đi đến Wake để di tản người bệnh và thương binh.
Gia nhập trở lại lực lượng, giờ đây là Lực lượng Đặc nhiệm 38 trực thuộc Đệ Tam hạm đội, Murray hộ tống cho các tàu sân bay cho các cuộc ném bom lên Honshū, Hokkaidō và Kyūshū trong suốt hai tháng cuối cùng của chiến tranh. Trong một cuộc đột kích mạo hiểm, nó cùng những tàu thuộc hải đội khu trục đã xâm nhập vịnh Suruga trên đảo Honshū vào ngày 30 tháng 7 để bắn phá thành phố Shimizu, có thể là cuộc đột kích sâu nhất vào vùng biển Nhật Bản bởi một lực lượng tàu nổi trong suốt cuộc chiến tranh.
Sau khi Nhật Bản chấp nhận đầu hàng, trong thành phần lực lượng chiếm đóng, Murray tiếp nhận sự đầu hàng của một tàu ngầm Nhật Bản. Đang khi tuần tra ngoài khơi Honshū vào ngày 27 tháng 8, máy bay thuộc Lực lượng Đặc nhhiệm 38 phát hiện một tàu ngầm Nhật đi trên mặt nước với một lá cờ đen, như một tín hiệu đầu hàng. Murray được phái đến để tiếp nhận đầu hàng, được lệnh chiếm và đưa con tàu quay trở về vịnh Tokyo để chiếm giữ. Đội đổ bộ lên tàu đã tiếp nhận kiếm từ các sĩ quan trên chiếc I-14 cùng ngày hôm đó, và chiếc tàu ngầm được hộ tống đi đến vịnh Sagami. Murray đã có mặt trong vịnh Tokyo khi diễn ra buổi lễ ký kết đầu hàng chính thức trên thiết giáp hạm Missouri (BB-63) vào ngày 2 tháng 9, rồi nó lên đường ba ngày sau đó để quay trở về Hoa Kỳ. Được đại tu chuẩn bị ngừng hoạt động tại Xưởng hải quân Philadelphia, nó được cho xuất biên chế tại đây vào ngày 27 tháng 3 năm 1946 và được đưa về lực lượng dự bị tại Charleston, South Carolina.

### Chiến tranh Triều Tiên
Do sự kiện Chiến tranh Triều Tiên nổ ra tại Viễn Đông, Murray được huy động trở lại và bắt đầu quá trình cải biến thành một tàu khu trục hộ tống vào tháng 6 năm 1951; nó được xếp lại lớp với ký hiệu lườn DDE-576 vào ngày 2 tháng 1 năm 1951, và nhập biên chế tại Charleston vào ngày 16 tháng 10 năm 1951 dưới quyền chỉ huy của Hạm trưởng, Trung tá Hải quân Frank L. Fullaway.

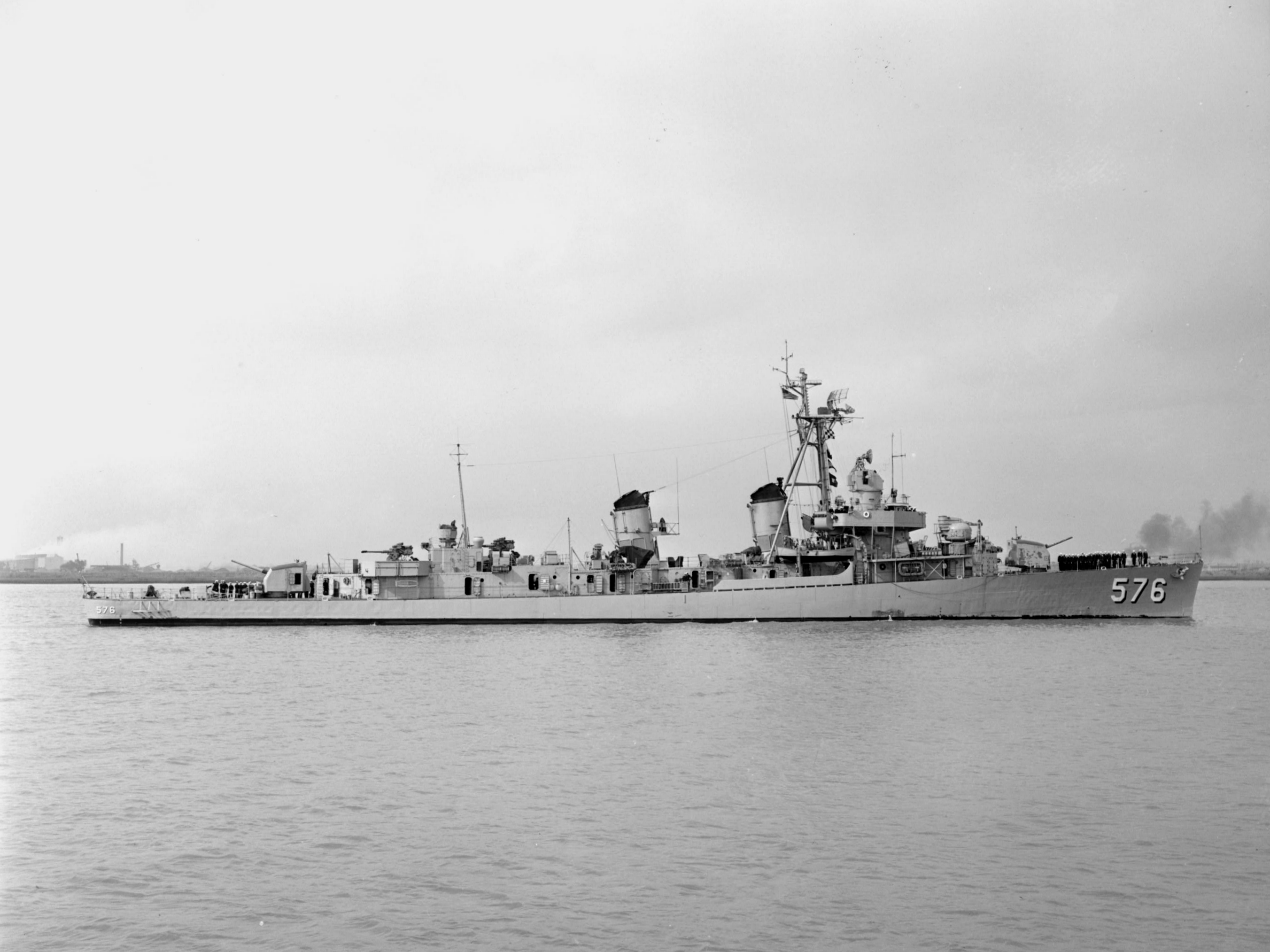
Murray trên đường đi sau khi được tái biên chế.

Vào đầu năm 1952, Murray bắt đầu các hoạt động huấn luyện dọc theo vùng bờ Đông và vùng biển Caribe từ cảng nhà mới Norfolk, Virginia. Nó cũng thỉnh thoảng hoạt động trong vai trò tàu canh phòng máy bay cho việc huấn luyện chuẩn nhận phi công tàu sân bay cho học viên sĩ quan ngoài khơi Pensacola, Florida. Vào tháng 6 năm 1953, nó lên đường cho đợt bố trí đầu tiên sang Địa Trung Hải, phục vụ cùng lực lượng tìm-diệt của Đệ Lục hạm đội. Lượt phục vụ năm 1954 được mở rộng lên các cảng Bắc Âu. Đến năm 1956, nó hoạt động cùng tàu ngầm nguyên tử Nautilus (SS(N)-571) và tham gia cuộc thực tập hộ tống vận tải của khối NATO tại vùng biển Châu Âu. Trong phần lớn thời gian còn lại của năm 1956, con tàu được đại tu, rồi sang năm 1957 đã đi vòng qua mũi Hảo Vọng để làm nhiệm vụ tuần tra trong vịnh Ba Tư; con đường thông thường ngắn hơn đã bị phong tỏa do kênh đào Suez đóng cửa vào mùa Thu năm trước. Sau khi kênh đào thông thương trở lại, chiếc tàu khu trục tham gia Đệ Lục hạm đội tại Địa Trung Hải trong tháng 8.
Từ tháng 3 năm 1958 đến tháng 5 năm 1961, Murray hình thành nên Đội đặc nhiệm Alfa, một đội thử nghiệm phát triển làm việc trong lĩnh vực chiến tranh chống tàu ngầm. Đơn vị thường hoạt động ngoài khơi Virginia Capes, và vào mùa Hè những năm 1959 và 1960 đã tham gia các chuyến đi huấn luyện hàng năm của Hải quân Dự bị Hoa Kỳ đến các cảng Canada và Bermuda.

### 1960 - 1966
Vào cuối tháng 5 năm 1961, Murray nằm trong số các tàu cứu hộ được bố trí dọc theo tuyến đường hàng không của chuyến bay đưa Tổng thống John F. Kennedy đi sang Paris, rồi tham gia chuyến đi huấn luyện học viên sĩ quan mùa Hè. Được xếp trở lại ký hiệu lườn DD-576 vào ngày 30 tháng 6 năm 1962, nó gia nhập trở lại Đội đặc nhiệm Alfa cho các hoạt động thử nghiệm phát triển vũ khí và chiến thuật, vốn bị ngắt quãng bởi chiến dịch cách ly Cuba vào tháng 10 và tháng 11 năm 1962, do vụ Khủng hoảng tên lửa Cuba. Lúc 16 giờ 33 phút ngày 27 tháng 10, sonar của nó dò được một tín hiệu nghi ngờ tàu ngầm ở khoảng cách 2.000 yd (1,8 km), rồi đến 20 giờ 50 phút một tàu ngầm Liên Xô nổi lên ở khoảng cách 3.900 yd (3,6 km), tại tọa độ 27°36′B 65°56′T / 27,6°B 65,933°T. Murray là chiếc tàu khu trục Hoa Kỳ đầu tiên tiếp xúc với một trong số ba tàu ngầm Xô Viết nổi lên mặt nước trong vụ khủng hoảng. Sau khi huấn luyện ngoài khơi New England vào đầu năm 1963, nó quay lại tuần tra tại vùng biển Caribe rồi thực hiện một chuyến đi huấn luyện học viên sĩ quan khác.
Murray lên đường vào ngày 29 tháng 11 năm 1963 cho một lượt bố trí cùng Đệ Lục hạm đội, lần đầu tiên sau sáu năm. Nó viếng thăm các cảng Pháp, Tây Ban Nha và Ý trước khi quay trở về Norfolk vào ngày 23 tháng 5 năm 1964. Chiếc tàu khu trục lại rời Norfolk vào ngày 8 tháng 9 để tham gia các hoạt động của Khối NATO, vượt qua Vòng Bắc Cực vào ngày 21 tháng 9, viếng thăm Amsterdam, Hà Lan trước khi quay trở về Norfolk vào ngày 23 tháng 10. Con tàu được cho xuất biên chế tại Norfolk vào tháng 5 năm 1966; tên nó được cho rút khỏi danh sách Đăng bạ Hải quân vào ngày 1 tháng 6 năm 1966, và lườn tàu bị bán cho hãng Boston Metals Co. ở Baltimore, Maryland để tháo dỡ vào năm 1966.

## Phần thưởng
Murray được tặng thưởng mười một Ngôi sao Chiến trận do thành tích phục vụ trong Thế Chiến II.